# Santuario de San Salvador
El santuario de San Salvador (en catalán: santuari de Sant Salvador) es un complejo monumental religioso ubicado en el municipio español de Felanich, Mallorca, Islas Baleares, sobre la cima del pico de San Salvador, a unos 509 m de altitud, en la sierra de Levante mallorquina. 

## Historia
Sus orígenes datan del año 1348, cuando Pedro IV de Aragón, el Ceremonioso, concedió a la villa de Felanich el privilegio de construir una capilla con la intención de protegerse de la peste. Esta primitiva construcción contaba con un retablo de piedra del siglo XV que representaba la historia de la pasión del Cristo de Berit o Passio Imaginis, obra de Pere Marçol. En 1595 se documentaron nuevas modificaciones en el santuario relacionadas con la escuela de gramática fundada a mediados del siglo XVI.
El aspecto actual del santuario, incluido el albergue, se remontan a la remodelación de principios del siglo XVIII, entre 1707 y 1716. El declive del culto al Cristo de Berit hizo que su retablo se trasladara a un altar lateral, mientras que la posición principal fue ocupada por otro retablo dedicado a la Madre de Dios de San Salvador obra del valenciano Pere Codonyer. La veneración hacia esta figura proviene de unos siglos atrás: la tradición cuenta el hallazgo de la imagen y ya en 1601 existía una cofradía en su nombre.
Entre 1824 y 1851 residieron en el santuario ermitaños de la Congregación de ermitaños de Sant Pau y Sant Antoni, que regresaron allí en 1891 y permanecieron hasta 1992. La presencia de ermitaños en San Salvador es antigua y ya había quedado documentada en el siglo XIV.
La imagen de la Mare de Déu de Sant Salvador es una obra del siglo XV que en 1934 recibió el honor de la coronación. En aquellas fechas también se reformó la iglesia (la parte del presbiterio), con un retablo de alabastro de Tomàs Vila, y en el extremo meridional de la montaña se erigió un monumento de 37 metros de altura dedicado a Cristo Rey, también de Tomàs Vila. Entre 1905 y 1910 se construyó una pequeña capilla al pie de la montaña, según un proyecto de Antoni Maria Alcover, en estilo neorrománico, situada en el lugar donde se cuenta que fue encontrada la virgen. En 1957 se añadió, en el espolón norte del pico, una cruz, la Creu del Picot, con la inscripción "Hermanos, estos brazos siempre abiertos a todos" (Germans, aquests braços sempre oberts per a tothom).
La carretera que conecta el santuario con el llano serpentea por las laderas del pico y fue diseñada por el ingeniero Antonio Parietti Coll.

## Festividad
Las festividades anuales de San Salvador se celebran el domingo más próximo al 8 de septiembre, aniversario de la coronación, así como el primer domingo después de Pascua, cuando se celebra un pancaritat.

## Galería

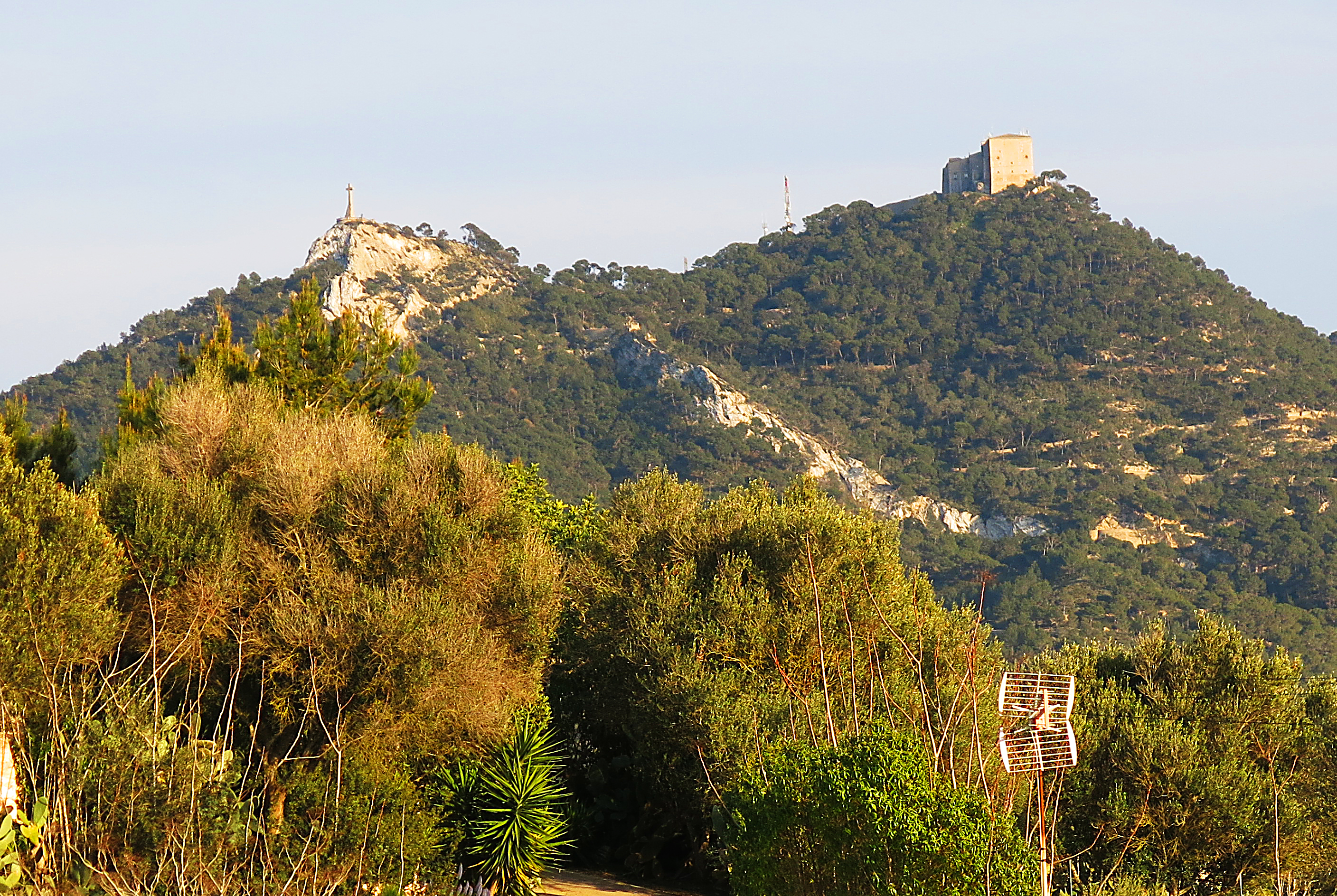
Vista del pico
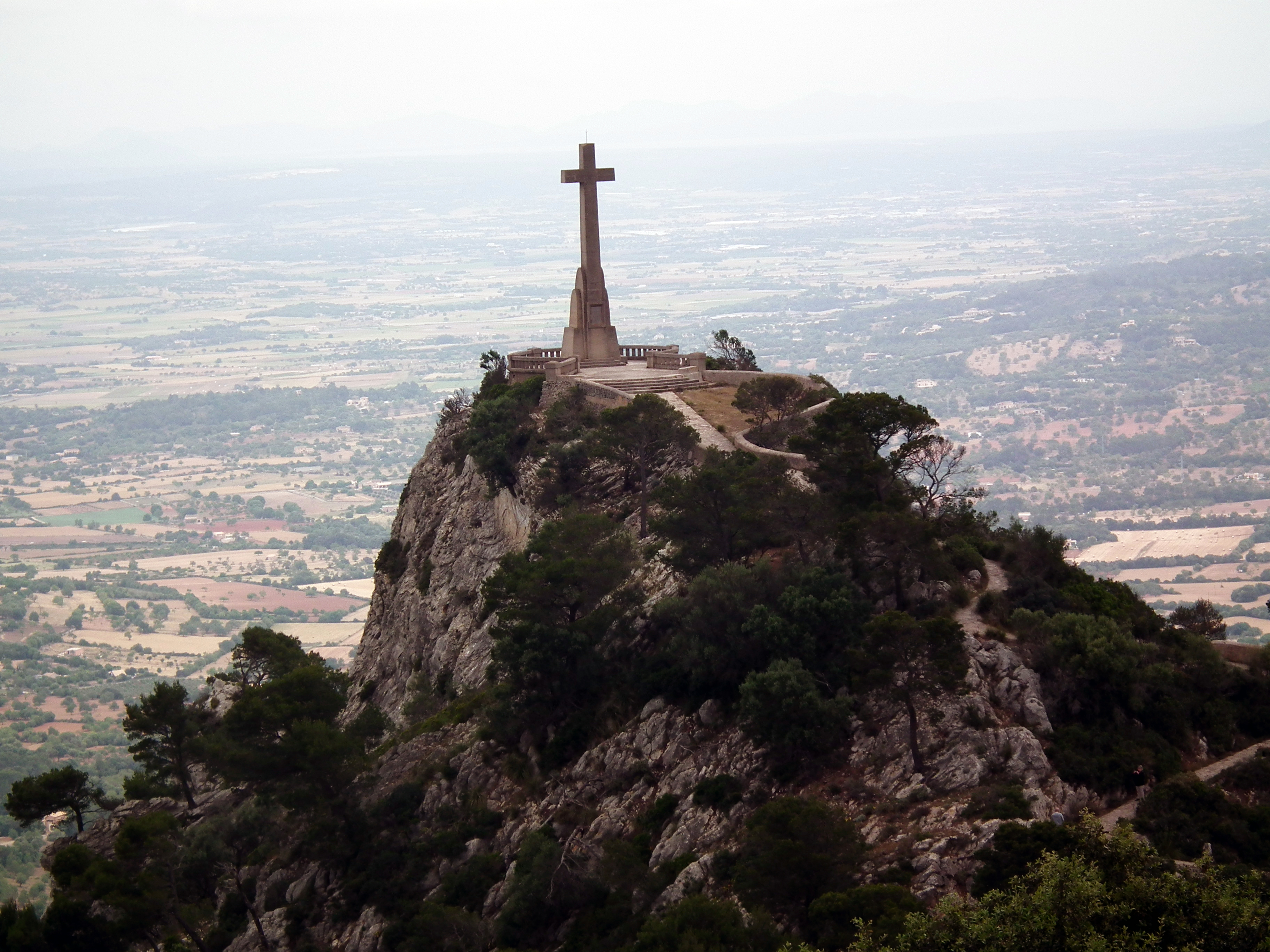
Creu del Picot
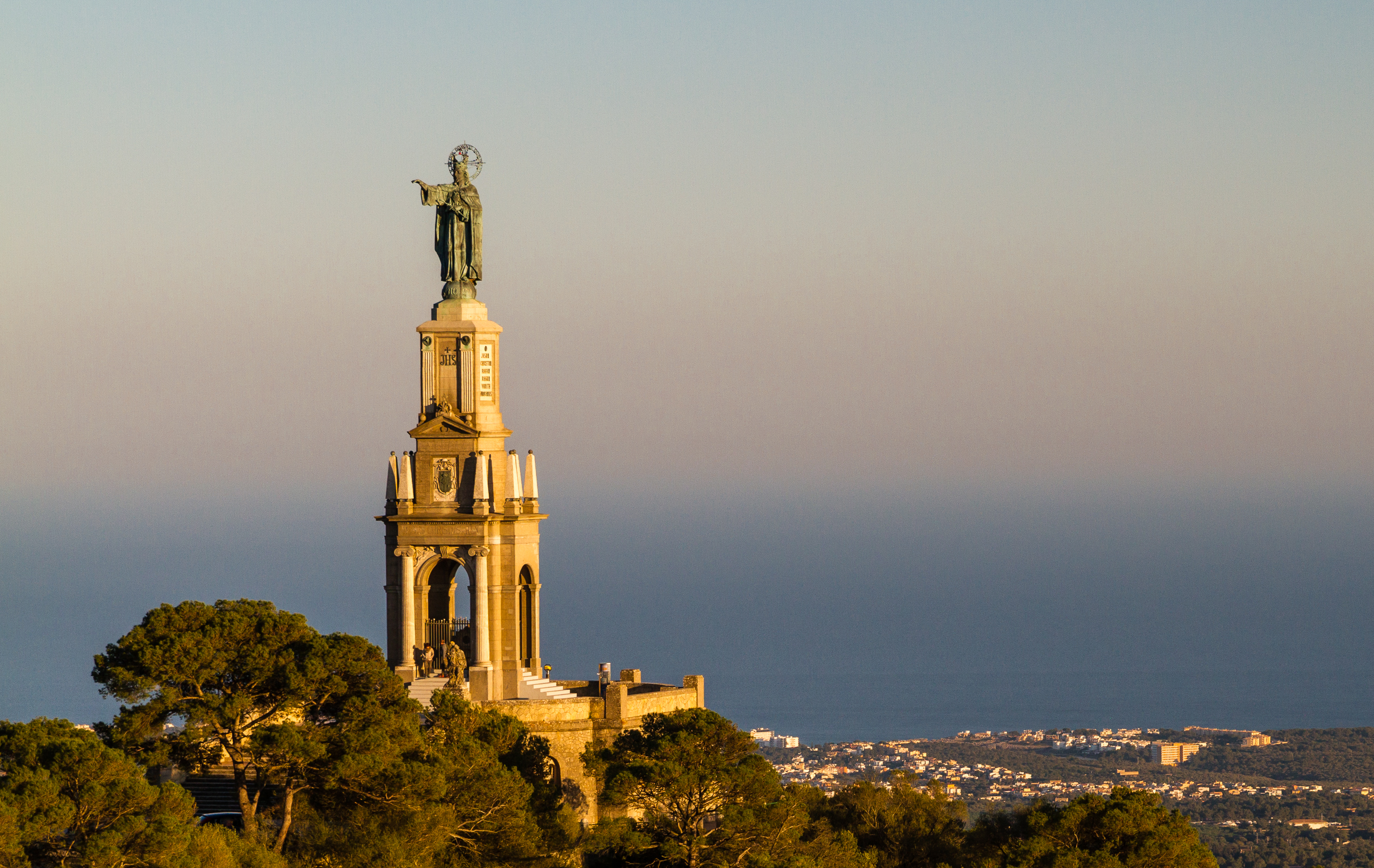
El monumento a Cristo Rey
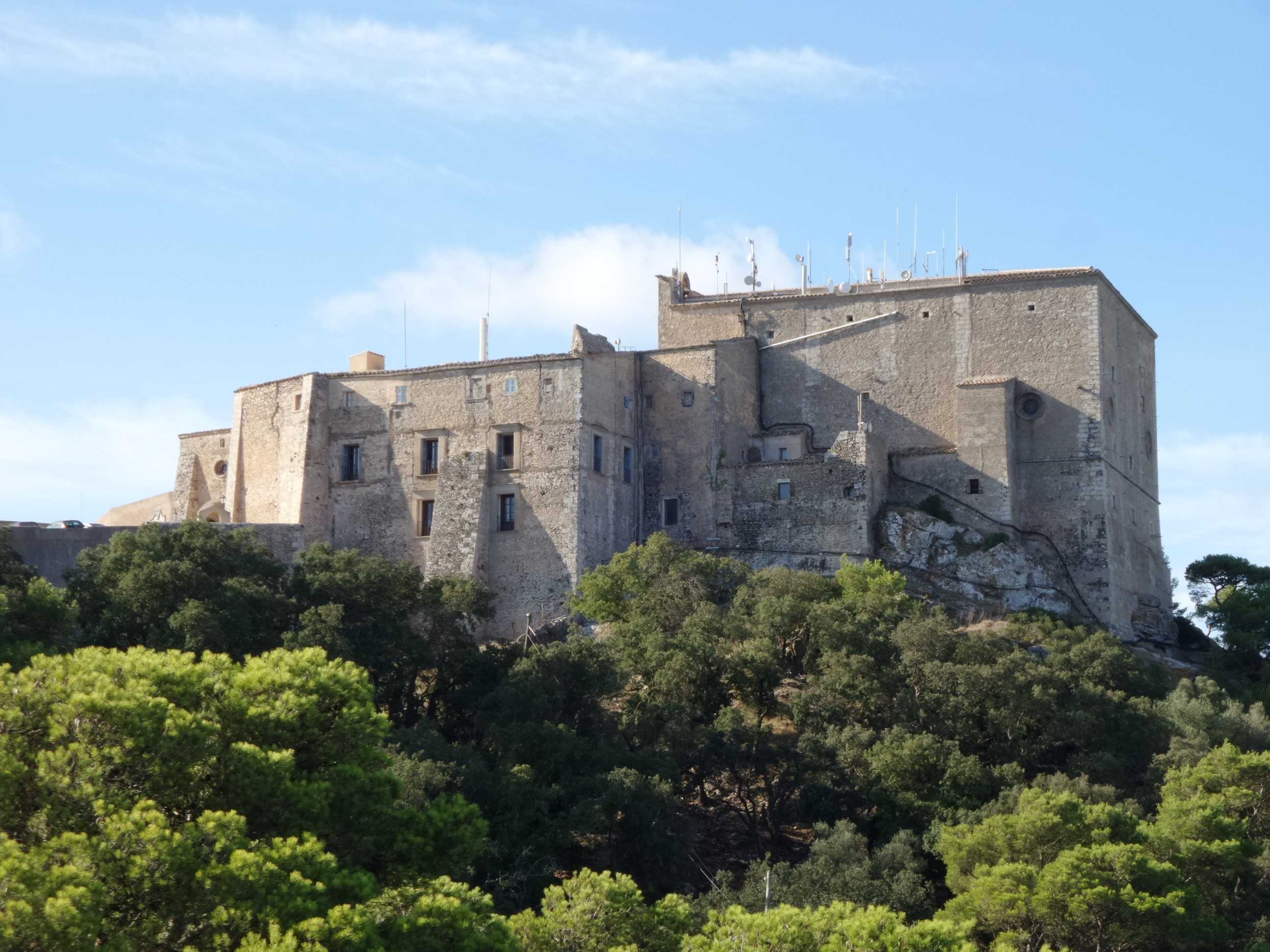
Vista del santuario
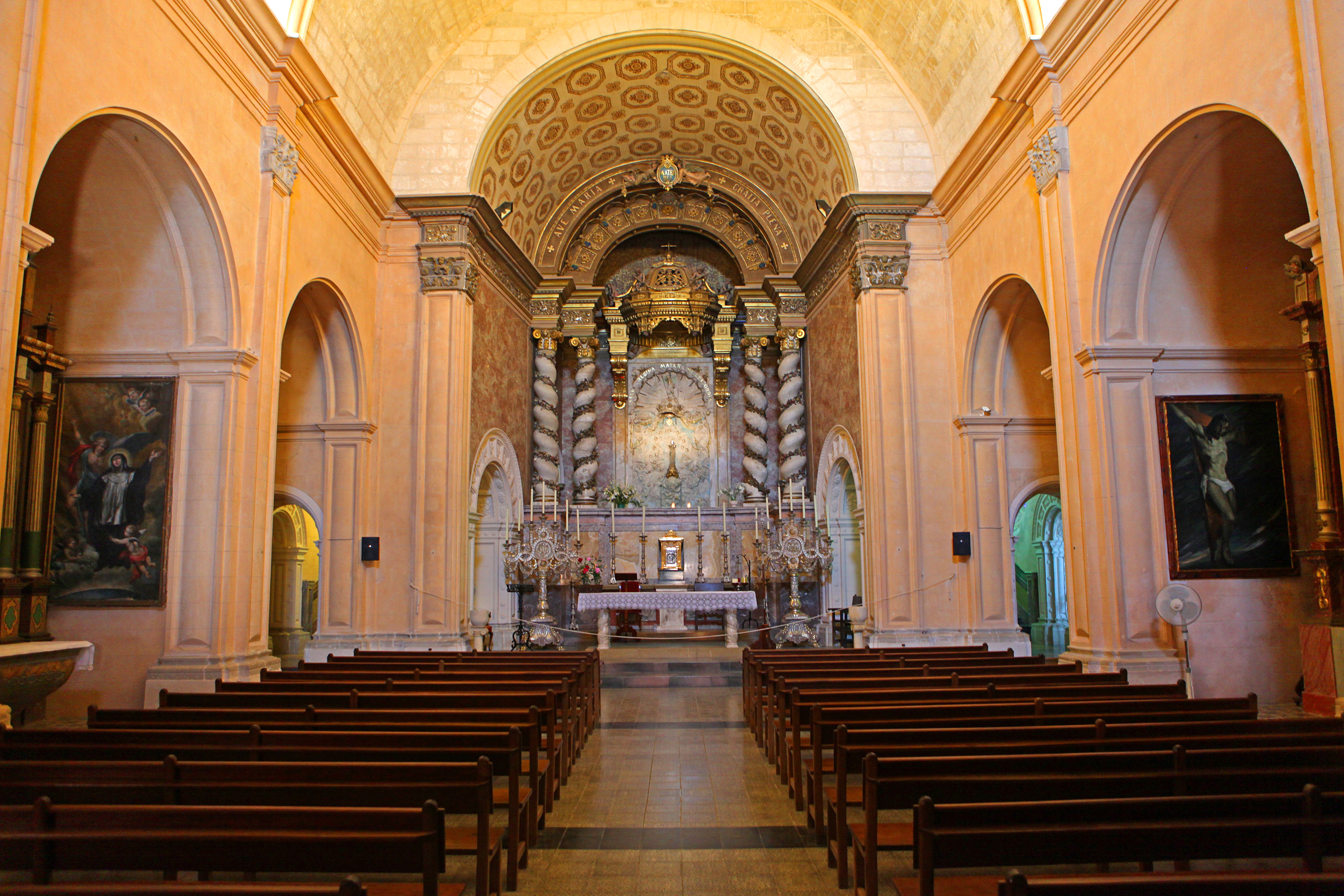
Interior de la iglesia, barroca
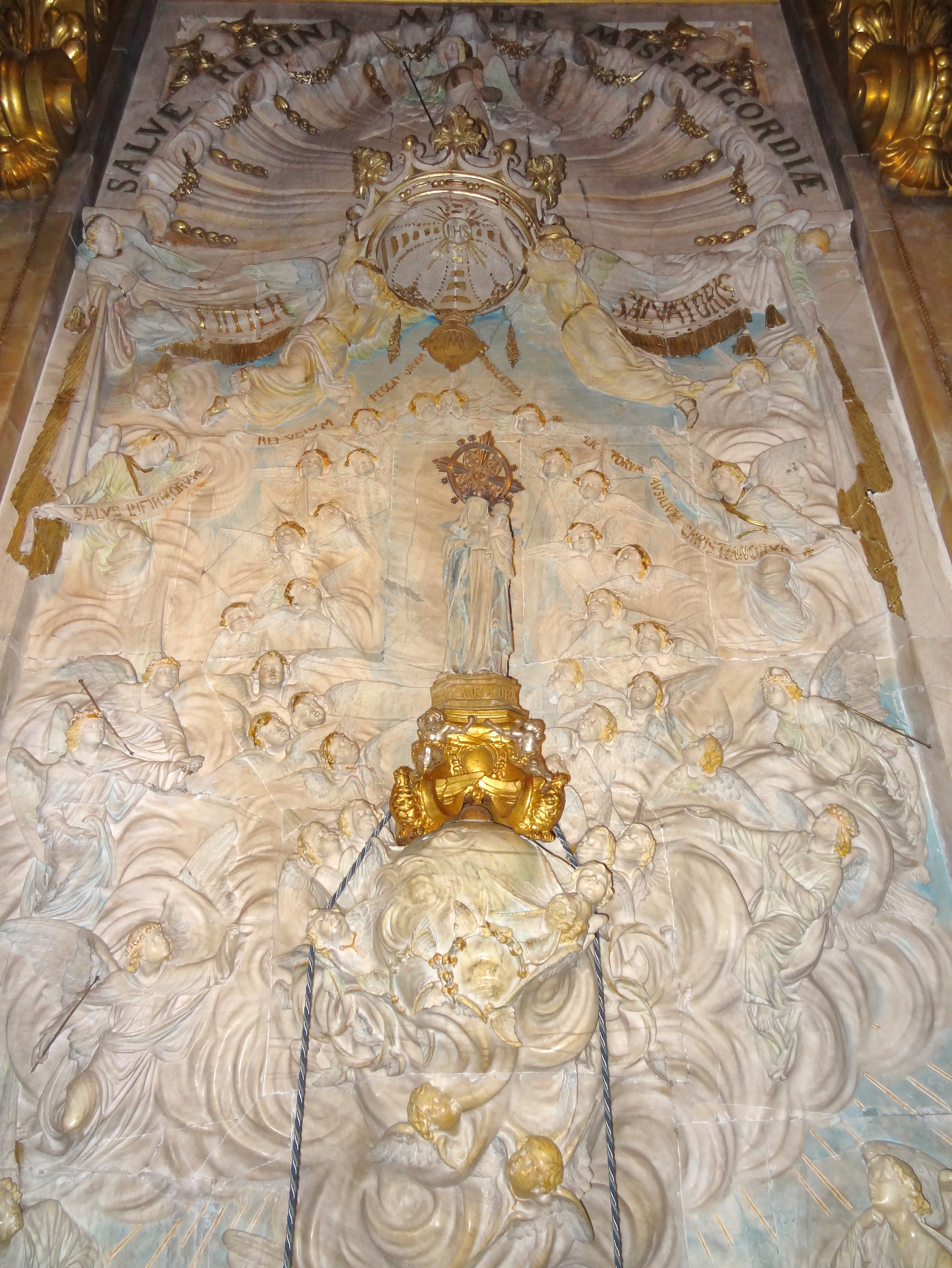
Virgen con el retablo de Tomàs Vila
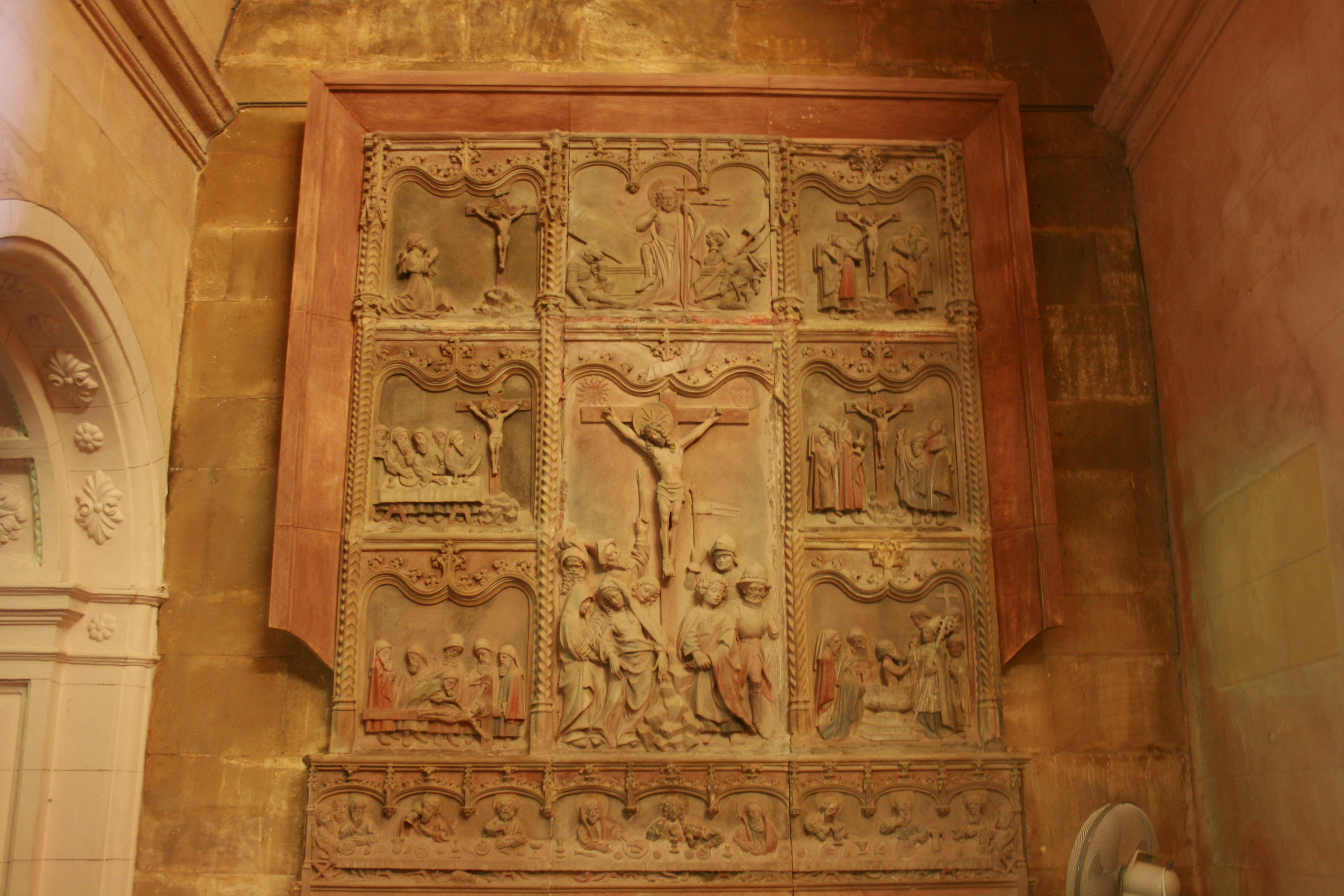
El retablo del Cristo de Berit
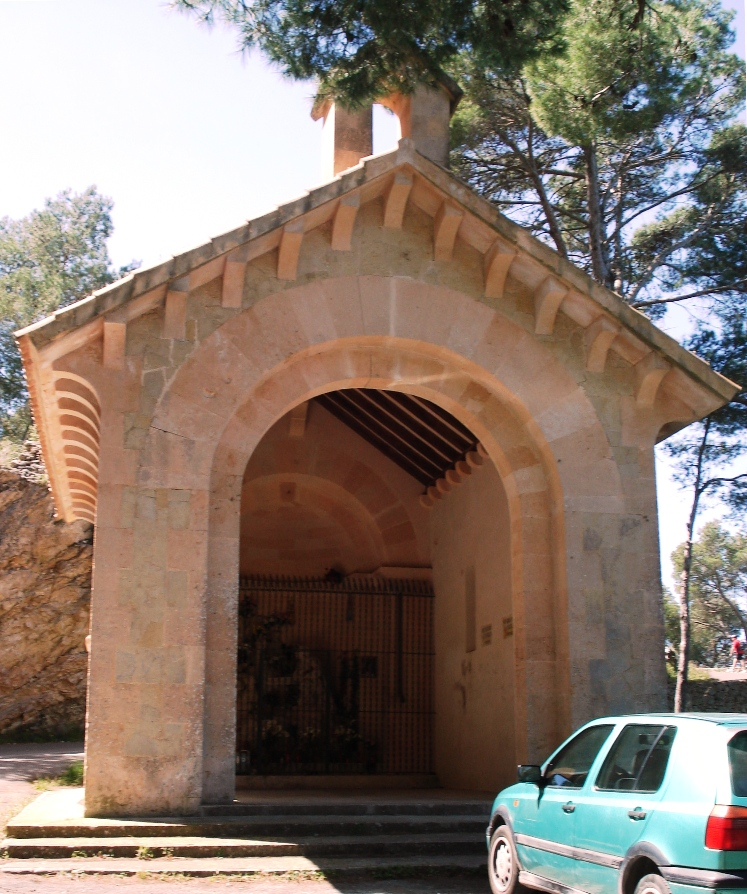
La capilla que recuerda el lugar de la aparición
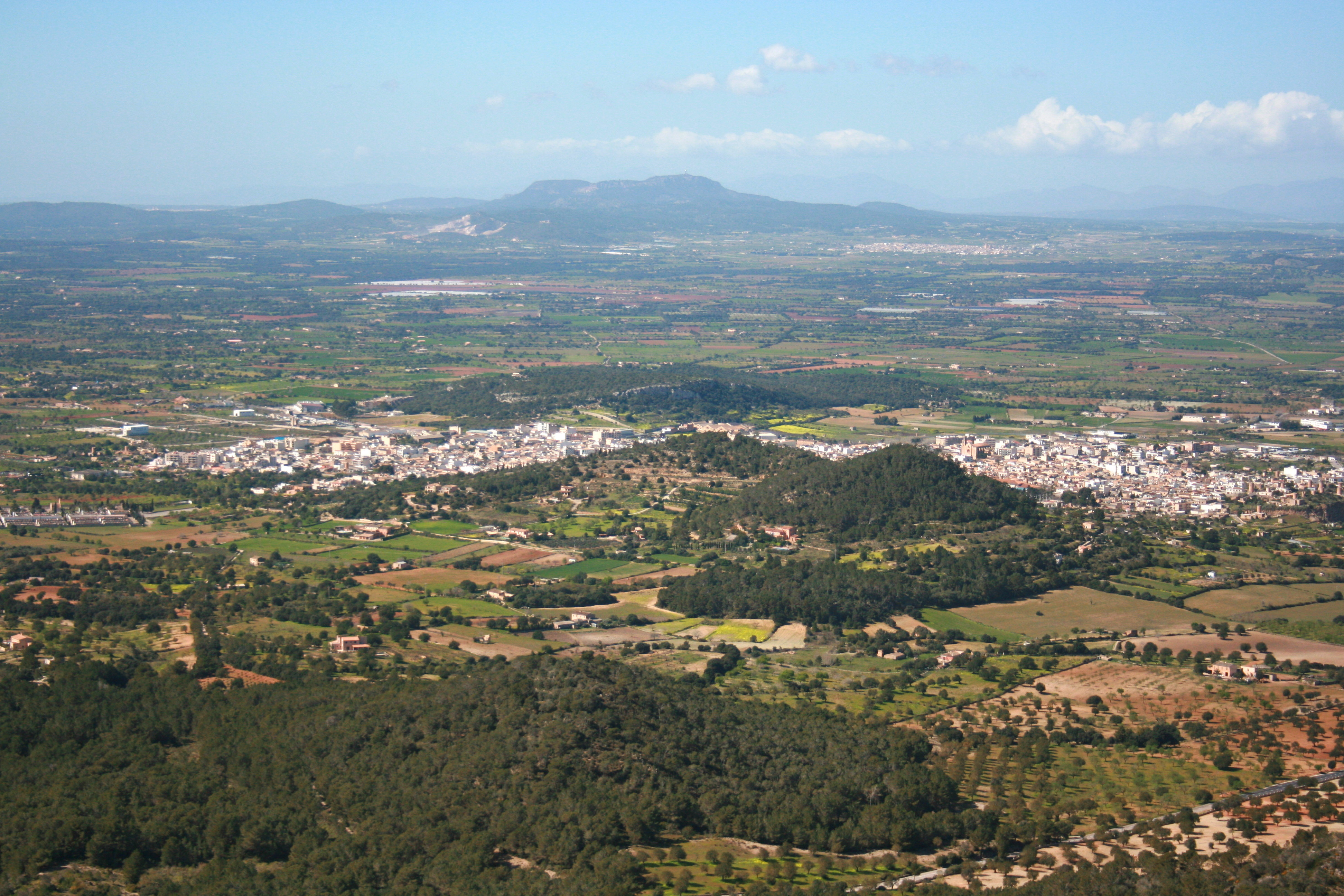
Vista de Felanich desde el pico